# Borstbeeld van Fred Ramdat Misier
Het borstbeeld van Fred Ramdat Misier staat aan de Grote Combéweg in Paramaribo, Suriname.
Fred Ramdat Misier (1926-2004) was rechter en, van zes kortdurende kabinetten tijdens het militaire regime in Suriname, president van Suriname.
Het borstbeeld werd gemaakt door Erwin de Vries en was een initiatief van weduwe Hilda Ramdat Misier-Dewanchand. Het werd in juli 2007 door haar en president Ronald Venetiaan onthuld.